# トムテ

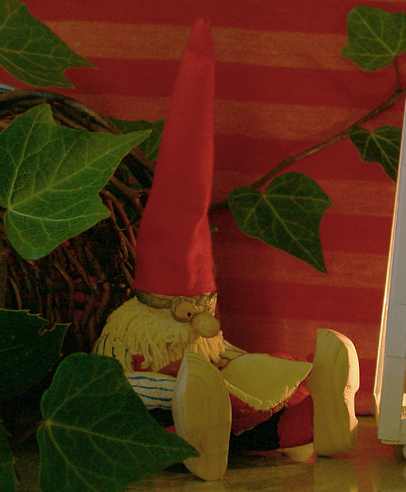
塩生地のトムテニッセ人形（tomtenisse）。スカンジナビアではごく一般なクリスマスの飾りもの（2004年）。

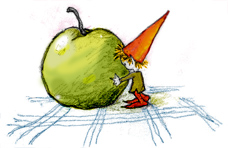
現代版のニッセの絵図（2007年）。

ニッセ（デンマーク語: nisse, [da], ノルウェー語: nisse, ノルウェー語: [ˈnɪ̂sːə])、あるいはトムテ（スウェーデン語: Tomte, [sv]）は、北欧伝承の家の精霊または妖精。宿る家の家事や収穫、家畜小屋の世話などを代役する（ § お手伝い精霊参照）。穀物や干し草の量が増え（余分は隣家から盗んでくるともいわれる）、一家は繁栄する。
その見返りとしてその家は、好物の粥（グロット、グロート）を定期的かつ年末クリスマスの時節に供える習慣が、かねてからあった（ § 粥好き参照）。それを忘れたりして怒らせると、家畜を殺めたり、粥係を死ぬような目にあわせたりするなどの報復がある。あまりに粗末に扱えば、ついにはその家は捨て去ってしまい、一家の繁栄は失われる。この家の精霊の姿は、もともと赤い帽子に灰色の衣服をまとう小人であった。
キリスト教化された中世時代にも、そもそもトムテ神（「敷地の神」）やプーゲと呼ばれた家の神に近い存在を祀る風習が文献に載り、宗教家は敵視して供物風習を禁止しようとした。これらがニッセの前身だとの説がある（ § 前身参照）。
ニッセの語源には異説もあるが、グリムによれば、人間のファーストネームであるニールスやニコラスから派生しており、即ち聖ニコラオスと同源である。現代ではクリスマス・シーズンやクリスマス・プレゼントと強く結びつけられようになった。一説では19世紀にアメリカのクリスマスの影響を受け、ユール・ニッセ（「クリスマスニッセ」）やスウェーデン版のサンタクロース、ユールトムテとみなされるようになった。ユールトムテはトナカイやヤギの引くソリでやって来て、子供たちにプレゼントを配る。これをねぎらうため、旧習通り年末（クリスマス・イヴ）に粥を備える。
現代版のユールニッセ（クリスマスのニッセ）やユールトムテは、長い白髭をたくわえた小人で、グレイか赤、その他の派手な色をした円錐形の帽子を被るイメージが定着している。その姿はガーデン・ノームの工芸品によく似ており、英文解説では「ニッセ」のことを「ノーム」「エルフ」などと訳出することもしばしばある（ § ガーデン・ノーム・ § 英訳参照）。

## 名称

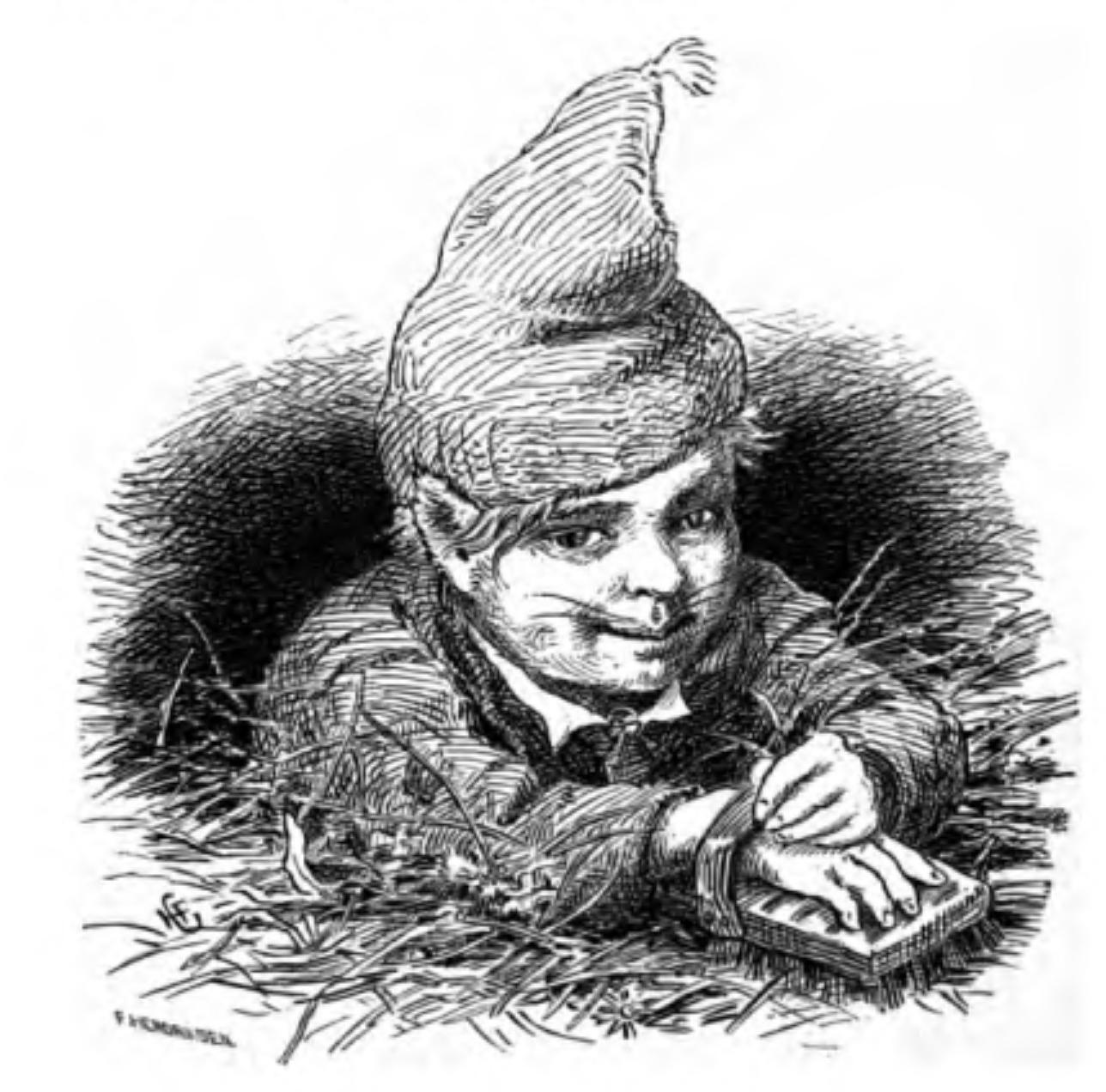
馬小屋の世話役の小僧を気取るニッセ
―ハンス・ギューデ画、アスビョルンセン編『ノルウェー民話集』（1896年)

ニッセの呼称は、汎スカンジナビア的に家の精霊を意味する。近代ノルウェーにおいては、19世紀童話蒐集家アスビョルンセンによるユール（クリスマス）に関する伝承にも登場する、ノルウェーではトゥフテ（tufte）の異称が、ニッセやトムテと同一視される。デンマーク語ではフースニッセ（husnisse、「家のニッセ」の意）の語形もみられる。
他にも同義として、スウェーデン語ではトムテンニッセ（tomtenisse）やトムテカール（tomtekarl）がある （ § その他同義語参照）。スウェーデンやスウェーデン寄りのノルウェーの一部では、トムテグッベ（tomtegubbe）やトムテボンデ（tomtebonde、「トムテ農家」の意）とも呼ばれる 。フィンランド語のトントゥ（フィンランド語: tonttu）も、スウェーデン語のトムテの借用語とされるが、もはや同じ精霊ではなくなっているとされる（ § 語源参照）。「トントゥじいさん」（トントゥーコ[仮カナ表記]、tonttu-ukko）もいるが、これはクリスマス妖精として創作された文学的キャラに過ぎない。
一部地域限定で、ノルウェーのグドブランスダール一帯やヌールラン県ではトゥフェカール（tuftekall）と呼ぶ （ § 方言参照）。
ノルウェー語 ハウグカールは（haugkall、「丘男」）は、同義とするものと、区別すべきとするものの見解の相違がみられる（ § 近似語）。

### 英訳
たとえば原語通り "nisse" を英訳にもちいるパット・ショー・アイヴァセンの訳書（Pat Shaw Iversen、1960年）もあるが、そこには「家の精霊 household spirit」であると付記されている。
英文資料では、ニッセの訳に「エルフ」や「ノーム」を充てている
他の例を挙げるとハンス・リエン・ブレクスタ（1881年）は、"nisse" を "brownie" （ブラウニー）に置き換えた。 ヨン・ブリューニールセンの辞書（1927年）は、 nisse を英語で "goblin" または "hobgoblin"と定義している。
アンデルセン童話集の英訳版では、"nisse" をおおざっぱに「ゴブリン」（goblin）と訳すこともある。例えば「Nissen hos Spekhøkeren」の英訳題名は "The Goblin at the Grocer's」である。これは「食料品屋の小人の妖精」、「食料品屋のこびとの妖精」等などと邦訳される。また「Nissen og Madamen」（英訳:"The Goblin and the Woman"）、邦訳「ニッセと奥さん」も挙げられる。

### 方言
異称のうちトゥフテ（tufte）などは一部地方の方言といえる。イーヴァル・オーセンの辞典は、 トゥフテカール（tuftekall）という異称は、ノルウェーのヌールラン県やトロンハイム市周辺に多く、 アスビョルンセンが発表した「サンドフレサの地の精（トゥフテフォルク）」（Tuftefolket på Sandflesaの舞台はヌールラン県トレナ市である。またトゥンカール（tunkall、「庭男」）という異称はは北部や西部に多い。
トムテ（tomte）はおおよそノルウェー東部やスウェーデンでの呼称であるが、 一概にそうまとめられるものでもないと言語学者オドルン・グレンヴィク らは指摘する。概して言えばトムテは（tomte）スウェーデンの通称で、ノルウェーではより稀な表現ではあろう。スウェーデン・スコーネ地方、ハッランド地方およびブレーキンゲ地方では、ゴアニッセ（goanisse≈godnisse, goenisse 「良いニッセ」の意)。
レイダル・トラルフ・クリスチャンセンは、「ニッセ」という名称での信仰はノルウェーでは南部と東部に限られるとして、ノルウェーにはデンマーク経由で17世紀頃にもたらせられたものと仮説を立てたが、検証すると「Nisse pugen」という記載が1600年以前頃のノルウェーの法的文献には見つかっており 、エミール・ビルケリ（1938年）は導入期が13～14世紀に遡るとみた。 『Norsk Allkunnebok』百科事典にみる見解では、「ニッセ」の名称がデンマークよりノルウェーに移入したのは比較的後期であり、 トムテ等（tomte, tomtegubbe, tufte, tuftekall, gardvord）はより古くから使用されていた、とする。

### 語源
グリムによれば、nisse は人名のニールス（Niels）（ドイツだと二クラス Niklas）の異形にすぎなく、すなわち聖ニコラオス（サンタの原型）と同源の名前でもあり、その聖人の祝日に子供にプレゼントを与える存在（サンタ）とも関連する。デンマーク一般でもそのように伝わるが、じつは19世紀頃にはニッセの事をまだリッレ・ニールス（Lille Niels、「ちびなニールス」）やニールス・ゴールボ（gårdboは「庭/農場に棲む者」を意味するニッセの異名）などと呼んでいた。
かねてよりニッセ（nisse）の語源が「ニクシー」や「ニックス」（nixie, ドイツ語: nix）より派生するという説はあるが、これは水の精霊であるので当てはまらず、デンマーク・ノルウェー語ではその語源系統にある水の精霊はネック（nøkk）である、と指摘される。
また nisse が古ノルド語のniðsi（「親戚ちゃん」の意）より発するという仮説もある。
トムテ（tomte、「敷地（の者）」）、ガールヴォル（[仮カナ表記]、gardvord、「農場の守護者」）、 トゥンカール（tunkall、「庭男」）などの表現は、農場との結びつきを表している。また、フィンランド語のトントゥ（tonttu）も、語学的にはスウェーデン語 tomte の借用だが、"その後の伝統では、これらが同じものだという認識は失われている"。

### その他同義語
ファイエは、 デンマーク・ノルウェー語形のトフト＝ヴェッテ（toft-vætte）やトムテ＝ヴェッテ（tomte-vætte）を挙げている。その同源語にスウェーデン語 vätte や現代ノルウェー語（ニーノシュク語） vetteがある。
ノルウェー語のガールヴォル（gardvord、＜古ノルド語：vörðr、「庭/農場を守る者」）はニッセの同義語あるいはそれと同化・習合された存在である。またトゥンヴル（[仮カナ表記]、tunvord、「庭/農場の守護者」）も同義である。他にもゴーボ（デンマーク語: gårdbo、「農場に住む者」）がある 。
更にはニッセの言い回しとして、ノルウェー語 デンマーク語: god bonde（「良き農夫」）、デンマーク語  god dreng（「良き荷引き者」） があり、さらにデンマーク語ではゴーブク（[仮カナ表記]、gaardbuk、「農場の雄ヒツジ/雄ヤギ」）や フースブク（husbuk、「家の雄ヒツジ/雄ヤギ」）と呼んだ。
スウェーデンのウップランド地方ではゴーズロー（gårdsrå、「庭/農場のロー」）と呼ばれ（スクーグスローなどと同系なので）女性の姿とされることがしばしばであるが、これは西部のガールヴォル（garvor <gardvord）に通じるかもしれないとされる。
また、ノルウェーのセテスダールエヴイェの Klepsland に「納屋ニッセ」（ノルウェー語: fjøsnisse）の伝承がある。

#### 近似語
トムテやニッセを、ハウグボンデ（[仮カナ表記]、"haugbonde"<古ノルド語：haubúi、「丘に棲む者」）と密接的な関係があるか同一視する解説もみられる。しかし、言語学者オドルン・グレンヴィクによれば、"nisse" の語には固有の意味がこめられており、このハウグボンデやハウグカール（[仮カナ表記]、haugkall、「丘男」）は一概に同一とはいえず区別がなされるべきだという。ただ、後者は、本来「巨人、トロル」を意味する"tuss" と区別がつかなくなっており、両方を繋げた "haugtuss" という語も、その混同性を裏付けるとしている。
このハウグボンデ というのは、特定の敷地（tomt）に農地を最初に切り開いた人間の亡霊がなる、と言い伝えられ、その場所の守護霊になるのだという 。ハウグボンデは、デンマークやノルウェー語で言うトゥントレー（旧綴り定冠詞形：tuntræt、現代綴り：tuntre、「農地の樹）やスウェーデン語でいうヴォルドトレド（[仮カナ表記]、vårdträd、「守護樹」信仰と関連している （ § 起源説参照）。
他にも近似語として、ドラウ＝ドゥケ（[仮カナ表記]、 drage-dukke。うち "dukke" は「引く者」の意）があり、これは幸運や物品を特定の人間のところに運んでくる存在だが、ニッセと違い、その家には憑いて棲まないという。

### 起源説
古く家の精霊を祀る説話として、アイスランドがキリスト教化される過渡期に時代背景がおかれる「[ソルヴァルド・ヴィーズフェルリ・ヴィーズフェルリの話」（Þorvalds þættur víðförla）や『キリスト教のサガ』に記載があり、10世紀の人物が、コズラーンが祀る石に宿る異教神（サガでは「年男」 ármaðr と呼ばれる）の説明があり。これはニッセの前身の例としてヘニング・フレズレク・ファイルベアのニッセ研究でも挙げられているが、このアイスランド偶像の位置づけや分類は、他にも意見があり、例えばランドヴェーット（landvættr、複数形：ランドヴェーッティル、「土地の守護精霊」）の類であるという受け止め方もある。
ファイルベアの解説によれば、キリスト教化の中世デンマークにもプーゲ信仰（puge、同源語に古ノルド語 puki やドイツ語 puk がある。ニスプーク参照）は、すなわち異教神崇拝であったが、悪魔や堕天使ということでキリスト教義の解釈で語られていた。ファイルベアはこのプーゲと近代のニッセをおぼろげにしか関連づけてはいないが、中世文献にみえるこのプーゲ（またはプーク puk）は、事実上、ニッセの最古の言及だとするヘンニンヒ・アイヒベルクの見解もある。これに対し、 クロード・ルクトゥは「プーク」「プーゲ」を「ニッセ」と区別している。
ファイルベアは、細かい区別として「トムテ」とは厳密には建設物の予定地をさす言葉だとしており、「トゥン」はすでに建物のおかれる土地だという。そしてスウェーデンのトムテグッベ（tomtegubbe）や、ノルウェーのトゥフテカール等（tuftekall, tomtevætte）は、本来は「土の守護精霊」（jordvætten）であった、と説く。ファイルベアのニッセ起源論は、大まかに言えば自然の精霊と祖先の霊が習合され、特定の土地や家族を守護する存在とみなされるようになったものというものである。自然の精霊とは、すなわち土地の守護神（tomtevætte）やハウグブエ（haugbue、「丘に棲む者」)、地下の守護霊（undervætte, underjordiske vætte）、森林の小人や守護霊であり、そもそも自然界のなかをに居るか行きかう存在である。 それは一定期間のみ人家に滞在することもある、とされたが、これが転じて家にそのまま住みつく家の守護霊（husvætte）精霊という考えに変わっていった、とその過程を再現する。傍証とされるある説話では、名称こそ「ニッセ」になっているが、人間が遭遇するのが木の切り株に宿った精霊であり、つまりまだ家の精霊になりきっていない過渡期のかたちだという。そしてニッセは、その土地を切り開いた祖先の亡霊が、後々、その農地の繁栄、そこで暮らす子孫の安泰、収穫物の豊穣などを気にかける、という要素も取り込んで、その土地のシンボルツリー的な霊樹に宿る祖先霊から、家の霊にかわっていった、とする。
14世紀に古スウェーデン語で書かれた2点の文献に、「建設予定地の神」（tomta gudhane）の言及がある。『Själinna thröst』（魂の慰め）では、ある女性が食事を終えるたびに神々のために食事じたくをし、もし供物がなくなれば、その家畜の面倒をみてもらえるのだと信じていた。また偽・聖ビルギッタによる黙示的預言には、司祭が信者たちに「トムテの神々/予定地の神々」（tompta gudhi）に供物をささげてはならない、と禁じているが、これは教会が寄付してもらうはずの十分の一税の脅威と思ったため、と考えられる（偽ビルギッタ『啓示録』Revelationes、第VI巻、第78章）。この古スウェーデンの例には、いずれも詳細さが欠けており、その神々というものが、土地の精霊系（tomta rå）か、家の精霊系（gårdsrå）か、判じかねると考察される。
スウェーデンのオラウス・マグヌスがラテン語で著した『北欧民族史』（1555年）の挿絵には、いくつか人間の手伝いをするダイモーンたちが描かれており、中央には精霊が（夜中に）馬小屋を掃き掃除する様子がみえる（右図参照）。この書物より以前に、同じ構図がオラウスによる世界地図『カルタ・マリナ』（1539年）にも挿絵されており、B の升目地域の、k 記号の絵である。この地図についてドイツ語で解説した古書『Ain kurze Auslegung und Verklerung』（1539年）には、このような馬小屋や鉱山で働くものたちは、当時よりキリスト教化以前に多くいた、と書かれている。B の升目地域はフィンマルク県（当時はノルウェー統治下）から西ラップランド（スウェーデン統治下）をまたぐ一帯である。オラウスはこのダイモーンを現地語のスウェーデン語で何と呼んでいたか明言していないが、 おそらくトムテやニッセをあしらった図であろうと、近年の解説者たちはみている。
19世紀の民間伝承によればトムテの正体は、スカンジナビアがまだ異教信仰だった頃に主人から土地管理を任された奴隷の魂であるという。主人がヴァイキング行（略奪遠征）で留守中に命じられたその任務を、律儀に最後の審判の日まで守り続けるのだという。
さらにさかのぼってヴァイキングの時代、豊穣の神フレイへの捧げものをした習慣が、その前身であると著述するものもある。

## 外見

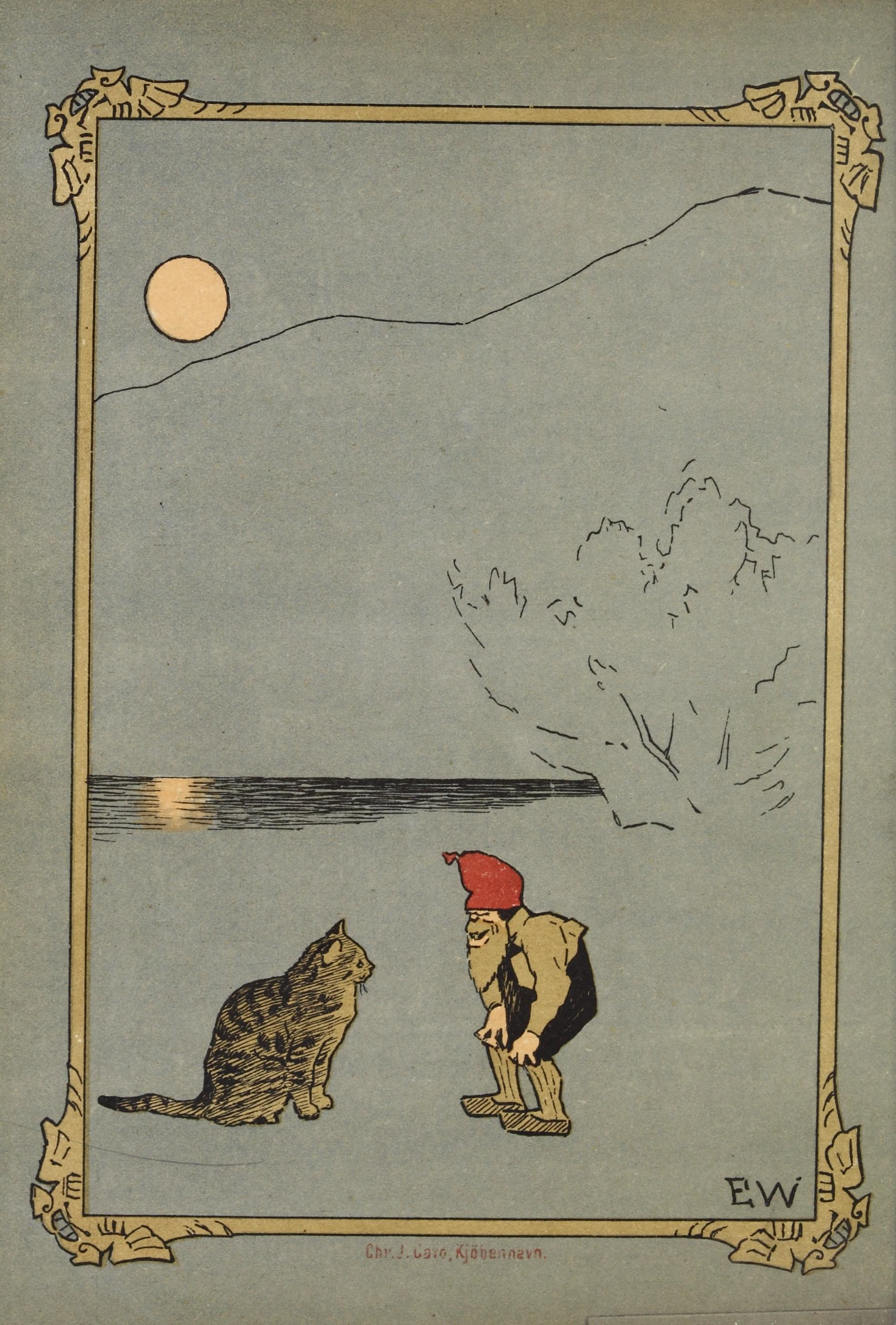
ニッセと猫―エーリック・ヴァーレンショルド画、アスビョルンセン編『Eventyrbog for Børn』（1884年）の裏表紙

ノルウェーのニッセは、子供ほどの大きさを越えず、グレイ色の衣服と、赤いとんがり帽（pikhue = pikkelhue； "hue" は、つば無しの柔らかい帽子）がその衣装であると、アンドレアス・ファイエは述べている。
デンマークのニッセもおおむね同じで、長いひげを蓄えた、グレイ装束で赤い帽子を被る、人間の十歳児ほどの大きさの小人とされることが多い。 しかしニッセを長ひげとするのは改ざんであり、伝統的なニッセは子供の顔のようにつるんとしており、髭は生えていないものだった、とアクセル・オルリックとハンス・エレキレの共著には強調されている。
スウェーデンのトムテはアフセリウスの解説によれば、一歳の赤子ほどの大きさしかないが、顔は（あごひげが生えて）老けこんでおり、赤い帽子と、グレイのヴァドマル（縮絨したウール布）のジャケットを着、半ズボン的な ブリーチズを履き、なんの変哲もない農夫靴を履いているという。
フィンランドのトントゥは、一つ目だと言われるが、これはフィンランド内のスウェーデン語を母国語とする人口のあいだでもトムテンが一つ目だと言われ、その地域ではスウェーデン語で「トムテンのごとく片目」（Enögd som tomten）という表現がある。

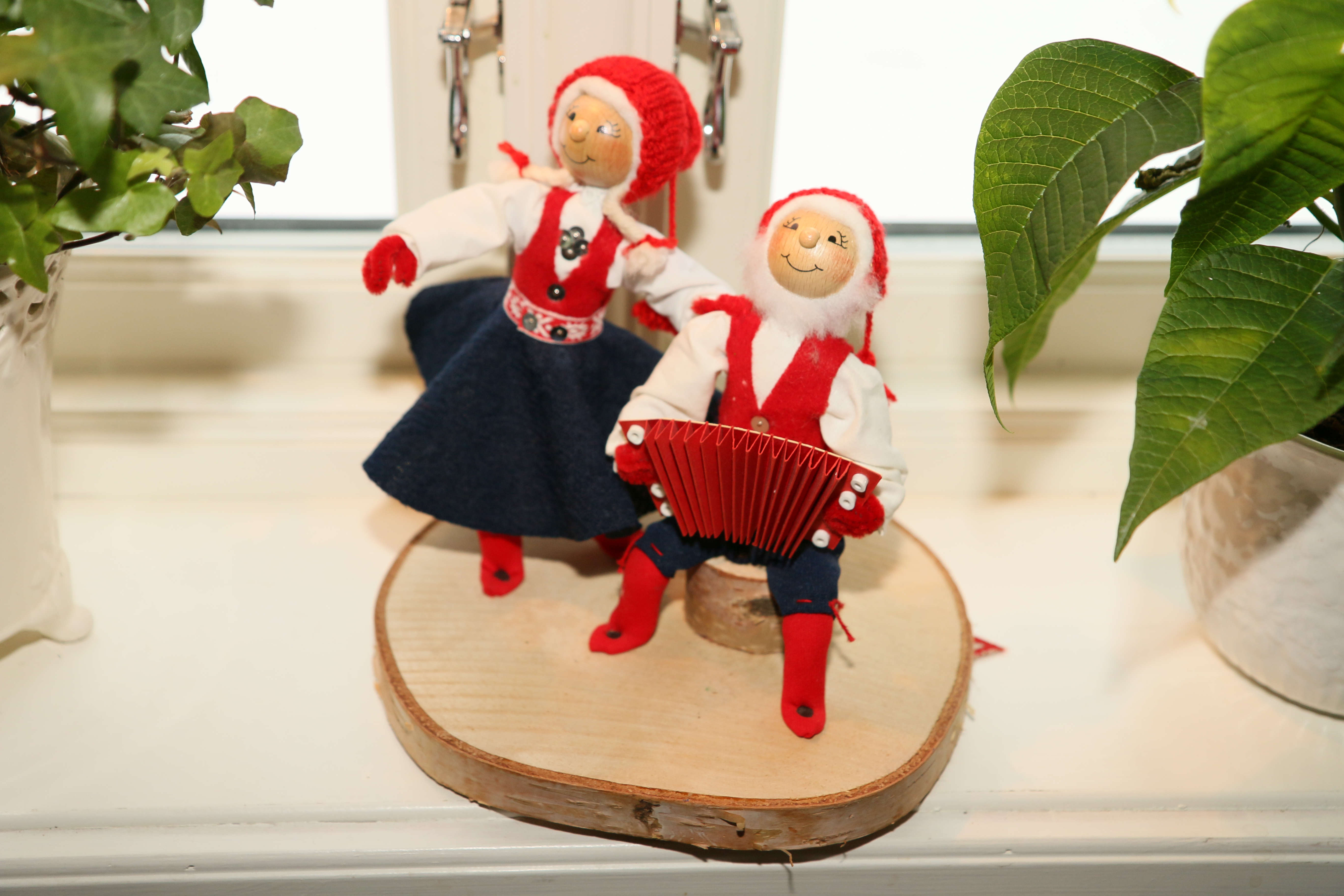
窓辺のニッセ

トムテの身長は60センチメートル (2 ft)から90センチメートル (3 ft)であると、スウェーデン系アメリカ移民の資料にみえるが、異聞ではトムテ（tomte; 複数形：tomtarna）の身長は 1 aln （約60センチ弱）とされる。

### 変身能力
ニッセには変身能力があるとされ、雄ヤギや、馬、ガチョウに姿を変えることが出来るとされる。
オクスホルム (荘園)を舞台にした説話では、ニッセ（本編ではゴールブク　gaardbuk と呼ぶ）が、牝牛が出産したと虚偽の報告をその世話役の少女に伝え、そして仔牛の姿になりかわって彼女をだまし続ける。少女は怒って精霊をピッチフォークで叩いたが、歯が三本立った道具なので三回殴ったものと数えられ、仕返しに女の子は寝たまんま納屋の尾根の聞いたの上に横たわらせられていた。

## 供物
ニッセが宿り先の家にとってどのような恩恵をもたらすかは後述するが（ § お手伝い精霊参照）、その見返りに供物、特に定番の粥を捧げなければならず、細かい好みに合わせないだけで怒ることもある（ § 粥好きの小節参照。また § 怒れる神の罰も参照）。
19世紀中葉まで、当家のニッセに対する供物をクリスマスイブに捧げねばならないという風習は守られていた。旧習では、その供養を「褒美与え」（gifwa dem lön）などと呼んでおり、供え物はヴァドマル（フェルト化したきめの粗い羊毛布）の切れ端や、タバコ、ひとすくいの土などであった。

### 粥好き

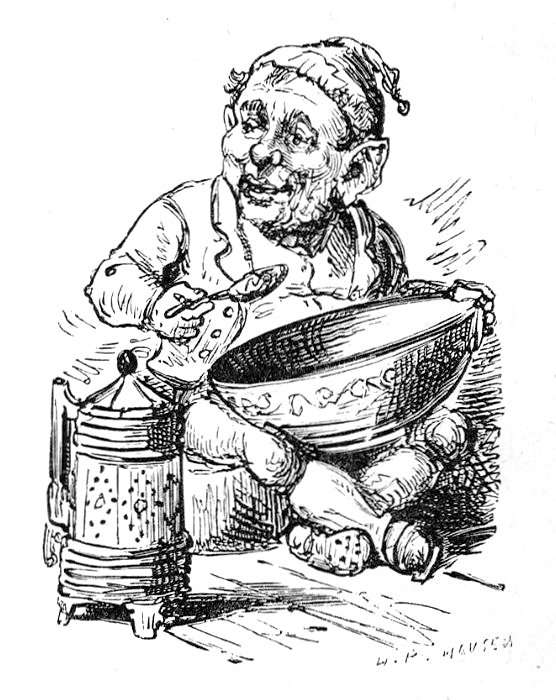
ユール粥を食うニッセ。となりに蓋つきシュタイン（ビールジョッキ）が置かれる
―ヴィンセント・ストルテンベルグ・レルシェ画

ニッセをねぎらうための褒美を捧げることになっているが（Blót、ゲルマン異教の供犠、も参照）、その供物の典型がクリスマスイブにお供えする一皿の粥である。ニッセは、こと粥のことになると、大小のそそうにも容赦がない。 供え物の粥を盗み食いした乳しぼり女中はもちろん、注文は細かく、添えバターが隠れていても激怒する（ § 神の怒りと罰も参照）。
ノルウェーの家庭ではニッセをねぎらう食事は、クリスマス・イブや木曜日の夕方ごとに、（納屋に設置された）キャットウォーク的な渡し通路の下に置くものといわれる。旧い伝統だと供え物の食事は、甘い粥、ケーキ、ビールなどである。しかし、味付けにはうるさいといわれる。後年の解説では、とりわけロンメグロット（rømmegrøt; rømmegraut、サワークリームがゆ。小麦粉やセモリナで作る）をノルウェーのニッセに与えると喜ばれると言われる。ノルウェー系アメリカ人の間では、いまだに（2000年調べ）ロンメグロットをクリスマスの伝統料理として守っているが、本国ノルウェーではさらに趣向が移ろいで、クリスマスにはライスプディング（ノルウェー語: risengrynsgrøt, risgrøt）を食べるようになり、ユーレニッセのお供えもこの米の乳がゆに変じている。
ニッセは、粥のうえにバターを載せた食べ方を好む。広く伝わる話が、農家の下女がバターを粥の底のほうに入れてしまった顛末である。するとニッセ（話例によって異称が使われる）は、バターが見当たらないので逆上し、牝牛を殺してしまう。だが改めて食べなおしてみると底のほうからバターが出てきた。妖精はあわてて別の牝牛をよそからさらってきて、元の農家の牛の埋め合わせをした。
また、ノルウェーの話では、下働き女が粥を盗み食いしてしまい、ニッセにこっぴどく殴られる。ニッセは「おまえトムテの粥を食ったなら、トムテと踊るしかないな！」と歌った。農家の主人が明くる朝、無残に死んだ（息絶え絶えな）彼女を発見したという。デンマーク北部の類話では、少女はもっと行儀が悪く、ビールと粥をたいらげた後、ビールジョッキには小便し、深皿にも用をたした。ニッセは仕返しに彼女を井戸の上に渡らせた石板の上に寝かせておいたという。 同じモチーフの伝説はフィンランドのスウェーデン語人口にもみられるが、展開が異なる。ある説話ではトムテのための粥を、主人を嫌う使用人がわざと平らげ、精霊がいなくなって主人は農場を売って手放す羽目になる。また、ニューランド（ウーシマー県）の伝説では、トムテの取り合いが、隣同士のバッカ―（Bäckar）家と スメド（Smed）家の対立にけりをつけている。バッカ―家の小僧は、スメド家に奪われたトムテを奪還しようと、粥とミルクの供物を横取りして食べ、恥ずべく行為で穢して残していった。七束のライ麦を抱えて帰ってきたニッセは、これをみると文句をとなえ、旧家に帰っていった。
スウェーデンでは、クリスマス粥（julgröt）は、離れの角や穀倉（lode）、納屋、馬小屋に備えるものであり、フィンランドでもやはり穀倉（rin）やサウナに粥を供える風習がある。この粥は、バターや蜂蜜を添えるとよい、とされる。これはいわば、年棒の配給であり、「一年分の箒がけ代」の対価だとされる。もし一家がこの供物をおろそかにすると、契約破棄となり、トムテは農家あるいは家屋を去ってしまうことがありうる。トムテへの供え物は、パンや、チーズ、クリスマスディナーの余り、衣服でもよいと伝わる。例えばブレーキンゲ地方でも、パンやチーズを芝土の下（屋根裏）に置いておけば、トムテやニッセ（「良いニッセ」）を買収する供物になるという。ある説話では、農夫がトムテかニッセのために食べ物をストーヴに供えていた。司祭に食べ物がどうなるか尋ねられると、サタンが回収して地獄の釜にいれ、なかで魂を永遠に煮続けるのだという。この慣習は廃止となった。
デンマークでは、ニッセやニスプーゲ（nis puge, nis pug）が特に甘味の蕎麦がゆ（boghvedegrød）を好むという異聞もあり、ただの粥あるいは小麦粉をつかった粥を所望するという伝承と並立している。

### 衣服の贈呈
スウェーデンやフィンランドの一部地域では、精霊へのクリスマスプレゼントが衣服一式と決まっており、最低でもミトン手袋と靴は揃えねばならなかった。ウップランド地方のスコクロスター教区では、毛皮のコートに赤帽と、冬着にふさわしい召し物が供えられた。
しかし逆にうっかり「家の精霊に衣服を貢いでしまうと、逃げられる」という定番の話素モチーフの例もある。例えばあるスウェーデンの説話では、デンマーク系の女性（danneqwinna）がおり、穀物を製粉する時、ふるいにかけてもいつまでも量がたまるようであった。相当の量を消費しているのにも関わらず、である。だが、あるとき離れにゆき、鍵穴をかドアの隙間から覗いて見ると、トムテが灰色の粗末な服を着て、粗挽き粉（ミール）の盥（mjölkaret）の上でふるいの作業をこなしていた。そこで彼女はお礼にと、灰色のカートル（kjortel）を仕立てて、盥に掛けておいた。トムテはこれを着て嬉しそうにしたが、こんなに素敵な服を汚してはならぬ、もう粉ひき仕事はできやしない、という趣旨の小唄を歌って仕事しにこなくなってしまった。類話にノルウェーのニッセが代行して粉ひき屋で穀物を挽く話があるが、 各地に広く伝わる話群であり、 Migratory Legends 体系では ML 7015 に分類される。

## お手伝い精霊
伝承によれば、ノルウェーやデンマークではニッセは農場の納屋に棲むが、デンマークでは教会に住んでいるものを呼び寄せて、自分の納屋に移り住んでもらうのだ、ともいわれた。家のトムテは、スウェーデンではどの家庭にもいるものといわれており、特定の家族というより、特定の農場に憑いているものだと強調される。また、トムテは家や馬小屋や納屋の床板の下に潜み住んでいるといわれる。

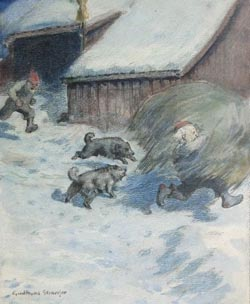
ニッセが農家から干し草を盗む図―グドムン・ステネルセン（1863–1934）画『Nisser med høy』

ニッセは、気に入った人間あるいは友とみなした人間のために尽くすといわれ、農作業や、馬小屋の仕事をこなし、隣家から干し草を盗んでくる（ノルウェー）か、どこからか穀物を盗んでくる（デンマーク）と言い伝えられる。ノルウェーのトゥッセ（tusse、ニッセに同じ）が家畜の餌も食べ物も盗んできてくれていたという話例もある。スウェーデンのトムテもやはり、丁重に扱っていれば、その当家やその家畜を守り、家事や農作業の手伝いをするといわれる。しかしニッセは短気で、とりわけ無礼に対して寛容でない。トムテも機嫌をそこねると人間を大変な目にあわせるといわれ、牛の尾を結び合わせたり、ミルクをこぼすなどの悪戯を働き、牝牛を殺すことさえある。

### 収穫
お手伝い精霊をめぐるライバル農家の伝説のうち、あるスウェーデン説話では、隣同士でほぼ同等な所有地を持っており、牧場の草や森林の木材の質もおなじだった。しかし、かたや赤色のタール塗りの家に住み、壁も芝屋根も頑丈な家族は年々潤い、かたや苔むした家に住んで、裸の壁は朽ち、屋根漏れのするほうは、年々貧しくなるばかりだった。巷では富める家の方にだけトムテが住んでいたのだろうと噂した。このトムテは、たった一穂の穀物を担いでいくのに大儀そうにしていることもあるが、まちがってもそれを嘲ってはならず、もしすればトムテも富も失うという。逆に、新米農家であっても、たとえ一穂ずつでもトムテが持ってきた恩恵を真心でもってありがたがれば、繁栄するのである。他にも、上述のノルウェーのトゥッセ/ニッセが一穂の大麦を運ぶに難儀しているのを揶揄した人物が、それまで余所から運び込まれていたすべての食料や飼料を元の場所に戻されてしまった。

### 畜産

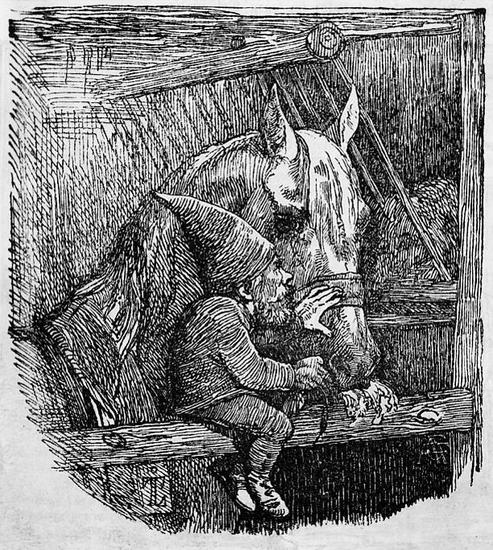
馬小屋のニッセ―ヨハン・トマス・ロンビュー画、《Flinchs Almanak》（1842年）

ノルウェーのニッセも干し草を刈り集めるが、隣家から盗伐して宿主を潤わせることもあり、家同士の紛争の火種ともなる。また、特定の馬をひいきし、よその馬の飼い葉桶（krybbe）から干し草を移してしまうこともある。搾乳係の女性に対しては、飼葉を押さえつけて抜けなくし、いきなり話して尻もちをつかせ、嬉しそうに爆笑するという。また、牛を解き放つ悪戯もおこなうという。デンマークのニッセも、説話では家畜のためによそから飼料を盗んでくると言われる。
農場の守護霊であり家畜の世話役であるトムテは、怒らせると悪戯程度の悪さ、たとえば人間の耳を殴るなどで済ませることもあるが、家畜を殺してしまったりもする。馬小屋の働き手は、時間厳守で、馬や牛を午前4時と午後10時にきちんと餌やりせねばならず、怠ると入厩しざまにトムテに殴られる。俗信によれば、トムテのお気に入りの馬がどれなのか、その健康状態で推し量ることが出来るという。
世界各地に妖精が、馬のたてがみの毛を編むという「エルフロック」の伝承が広まっているが、ノルウェーのニッセあるいはトゥッセも御多分に漏れず、そんな彼らによるいわばグルーミングは、「ニッセ編み」（nisseflette） や、「トゥッセ編み」（tusseflette）と呼ばれる。これは妖精が宿ってくれたことを示す吉兆だとされる。またトムテ（やニッセ）が馬に編み毛をするという伝承は、スウェーデン系アメリカ人のなかでも知られており、これは鋏で切るのはタブーで指でほどかねばならない、とされる。

### 大工
トムテはまた大工と関りが深いとする資料もある。大工が食事休憩をとっているとき、トムテが小斧で働いて家の工事を続けているといわれる。また、スウェーデンの結婚式では、神父だけでなく大工に同伴させるという古い習わしがあり、その大工が新郎新婦の新居の仕事を任せられる。そして出席者はみな耳を澄ませてトムテグッベが工事している音がしないか確かめ、もしそういう音がすれば、トムテが新たな家庭にも取りついてくれたという兆しとして歓迎した。

## 怒れる神の罰
しかし、ニッセやトムテがいるのが当たり前だと思ってはならない。いつも機嫌を取って、大事に扱わないと厄介なことになる。ニッセが無礼や侮蔑を堪忍せず、罰で仕返しすることはすでに述べた。またニッセは小柄に似合わず怪力を発して人を懲らしめるので、あなどってはならない。無礼だけでなく、そそっかしい不注意や、怠け者にも癇癪をおこす。
立腹したニッセは、たとえばミルクの桶をひっくり返したり、「クリームに酸味を出させてしまったり、馬具の紐が切れるようにしたりする。
さらに怒るとその家に愛想をつかせて去ってしまい、一家の富や幸運が失われる。ひどい場合は、誰かが命を落とす。

### お祓い
トムテはおおむね善良な精霊とされており、悪霊であるトロルやロー（スクーグスローなど）とは一線を画すものの、キリスト教義の影響で、悪魔とみなされることがある。よって、トムテを追い払う説話の場合、祓魔（エクソシズム）だと表現されることもある。

## 各地の類似の精霊
いわば世界各地の家の精霊は、ニッセの親戚である（ § 関連項目参照）。まず英国の伝承で見ると、ニッセに類似するお手伝い妖精には、スコットランドやイングランドのブラウニーやロビン・グッドフェローがおり、ノーサンブリアのホブがある。これらの他にもスコットランドのレッドキャップ、アイルランドのクルラホーン、ドイツの家霊の数々である, ヘーデケン（ヒュートヒェン）、ナプフハンスhödeken、ナップハンス（Napfhans）、プーク（パック (妖精)と同根語）等々が、スカンジナビアのニッセもしくはニッセ・ゴ・ドレング（nisse-god-dreng、「良い坊やニッセ」）とおなじ群の妖精伝承とみなすことができると、ほぼ同様なリストが1828年刊の二人の解説者の書籍にみえる。いずれともスペインのドゥエンデを同類とみているが、特に「トムテ・グッベ」とこのドゥエンデの対比性が高いとしており、「ドゥエンデ」とはスペイン語で「家の主」を意味する "dueño de casaの短縮だと説明する（このドウェンデはラテンアメリカにも伝搬している
。
名前の似たニスプークもまた近似であるが、これは、デンマークとドイツをまたぐ ユラン南部とシュレスヴィヒ一帯の俗信の精霊である。
亜種としてニッセが船に宿るとスキブスニッセ（ノルウェー語: skibsnisse）などと呼ばれるが、これはドイツのクラバウターマン（klabautermann）や、スウェーデンのスケップストムテ（skeppstomte）と同等である。
フィンランドにはサウナ精霊サウナトントゥ（saunatonttu）がいるとされる。

## 現代版クリスマス精霊

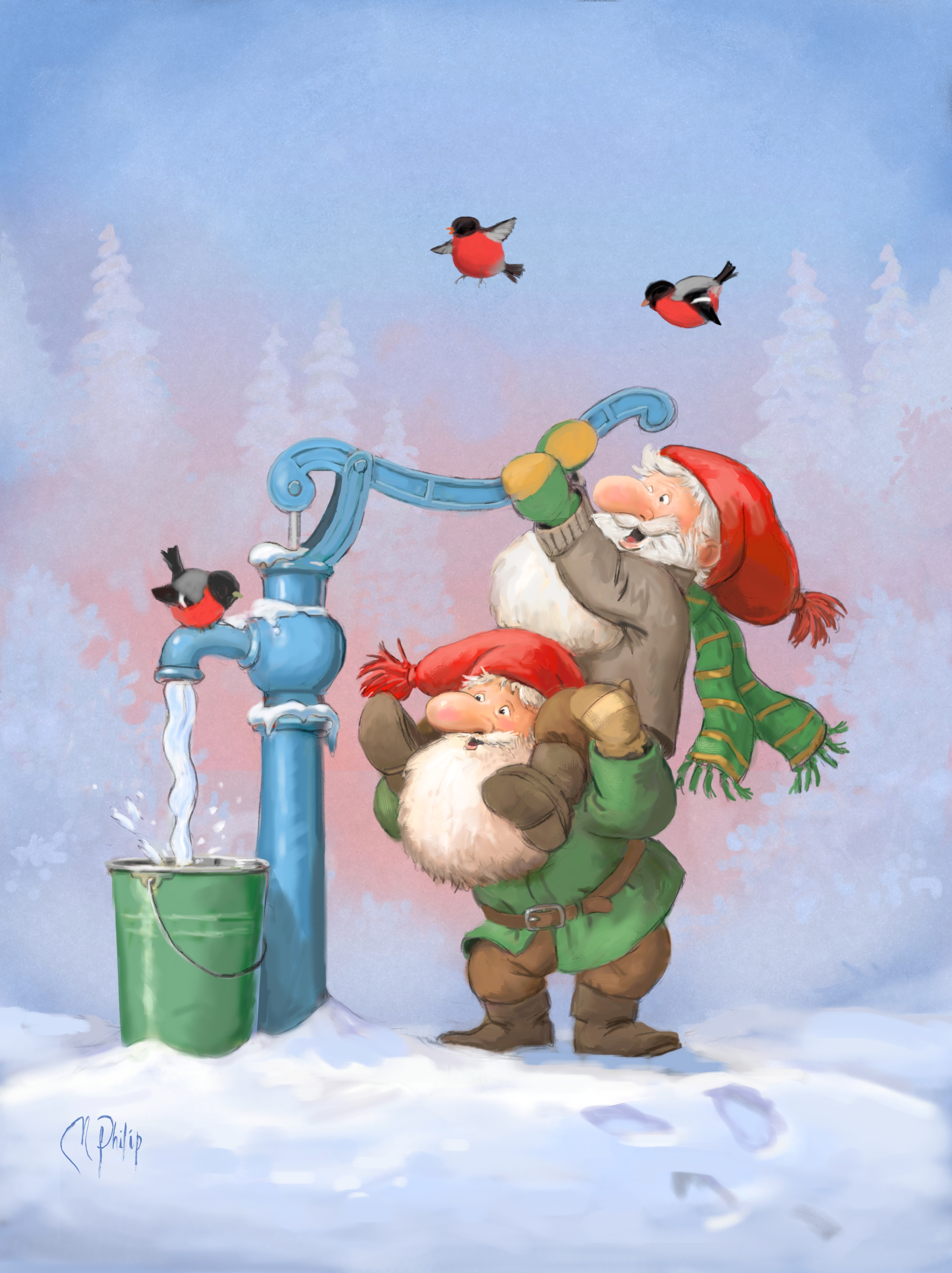
スウェーデンのクリスマスカードのトムテ

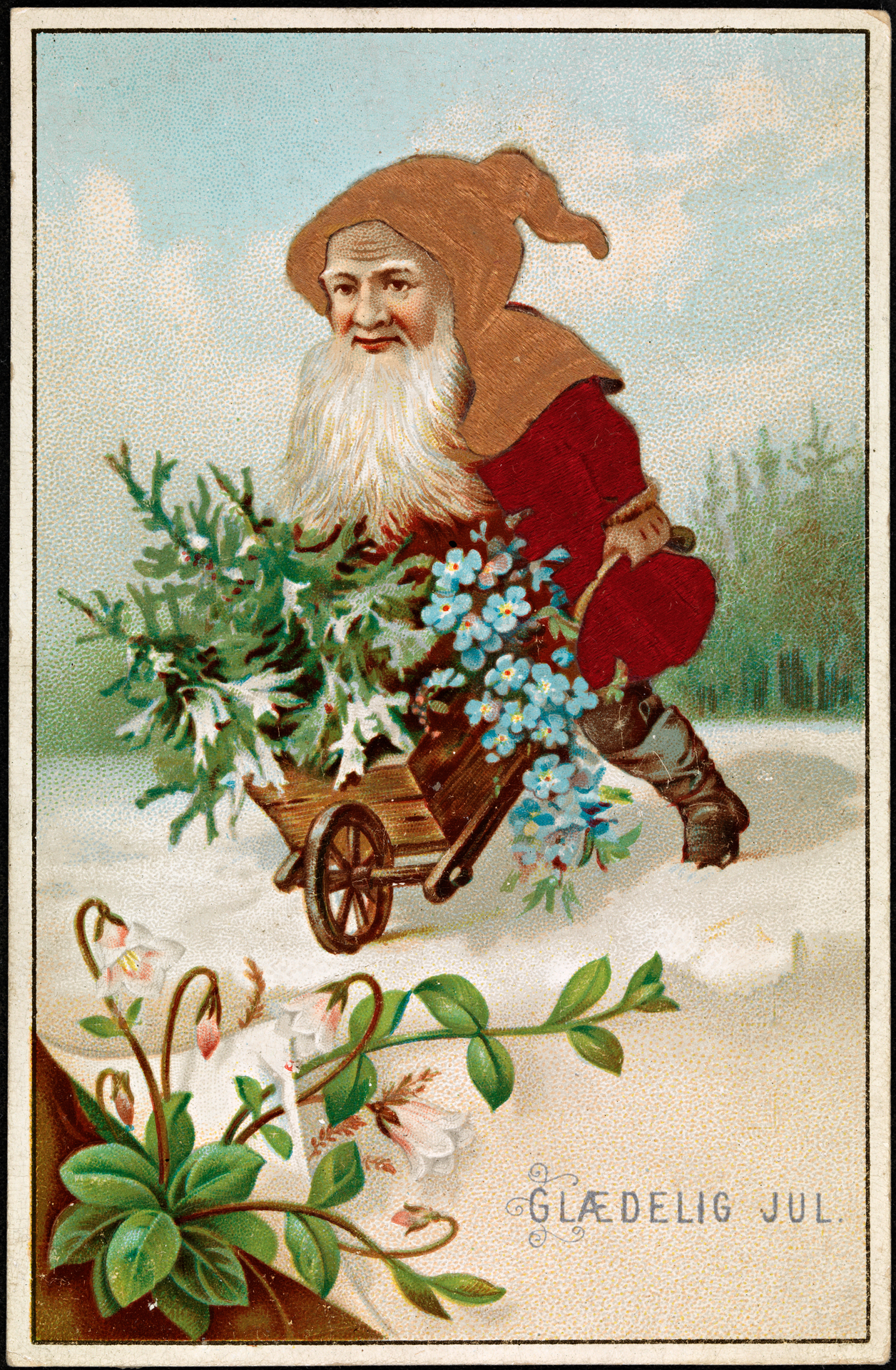
クリスマスカードのニッセ（1885年）

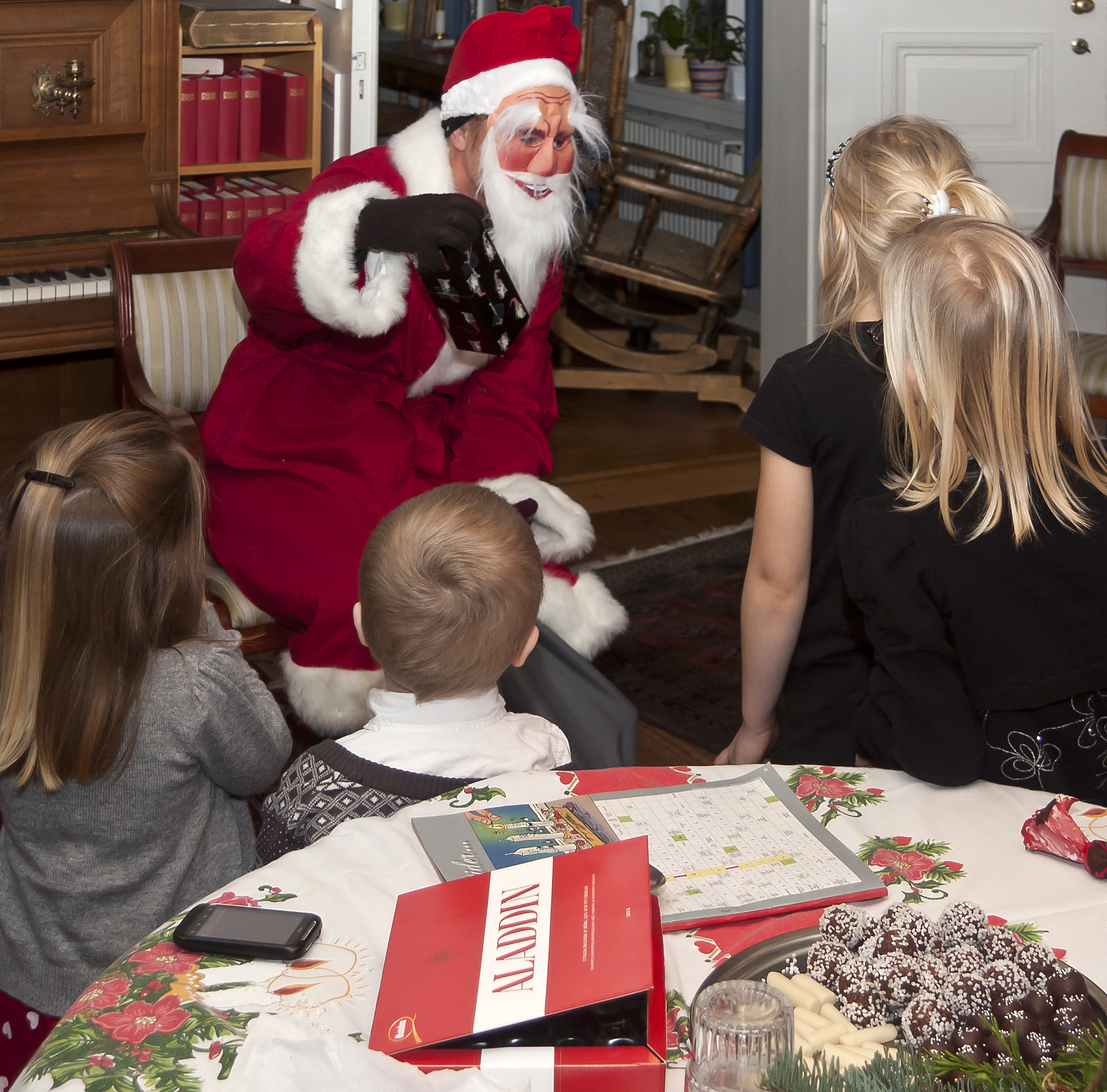
子供たちにプレゼントを渡すユールトムテ

前述通り、クリスマス・イヴには、家霊のニッセやトムテも粥や御馳走を食べられるよう、テーブルの上に残して置く習慣があった。そして家霊のニッセやトムテは後にクリスマスシーズンのユーレニッセ（デンマーク語・ノルウェー語: Julenisse）やユールトムテ（スウェーデン語: Jultomte）へと変貌していった。フィンランドのヨウルトントゥ（Joulutonttu）も同様、かなり遅いじきになって家霊トントゥをもとに発祥した伝承である。トントゥじたいは、もっと早い時期にスカンジナビア神話から導入された精霊で、すでに ミカエル・アグリコラ（16世紀）の著述に言及がみえる。
元祖の家霊は「客」ではなくその家に常についている存在だったのが、現代版のクリスマス精霊は年一度だけ家々をまわってくる存在という違いが指摘される。また、小人とされていた精霊が、だんだん成人の大きさにみられるようになった。
ある考察によれば、デンマークでは、1840年代に農場のニッセをもとにユールニッセが考案され、クリスマスプレゼントの配り役なファンタジーキャラが、画家のローランス・フレーリク（Frølich、1840年）、 ヨハン・トマス・ロンビュー （Lundbye、1845年）、ハンス・クリスチャン・レイ（H. C. Ley、1849年）によって確立された。ロンビューは長年にわたり自己の自画像をカメオ的にニッセの描画に紛れ込ませていたことで知られる（上図参照）。

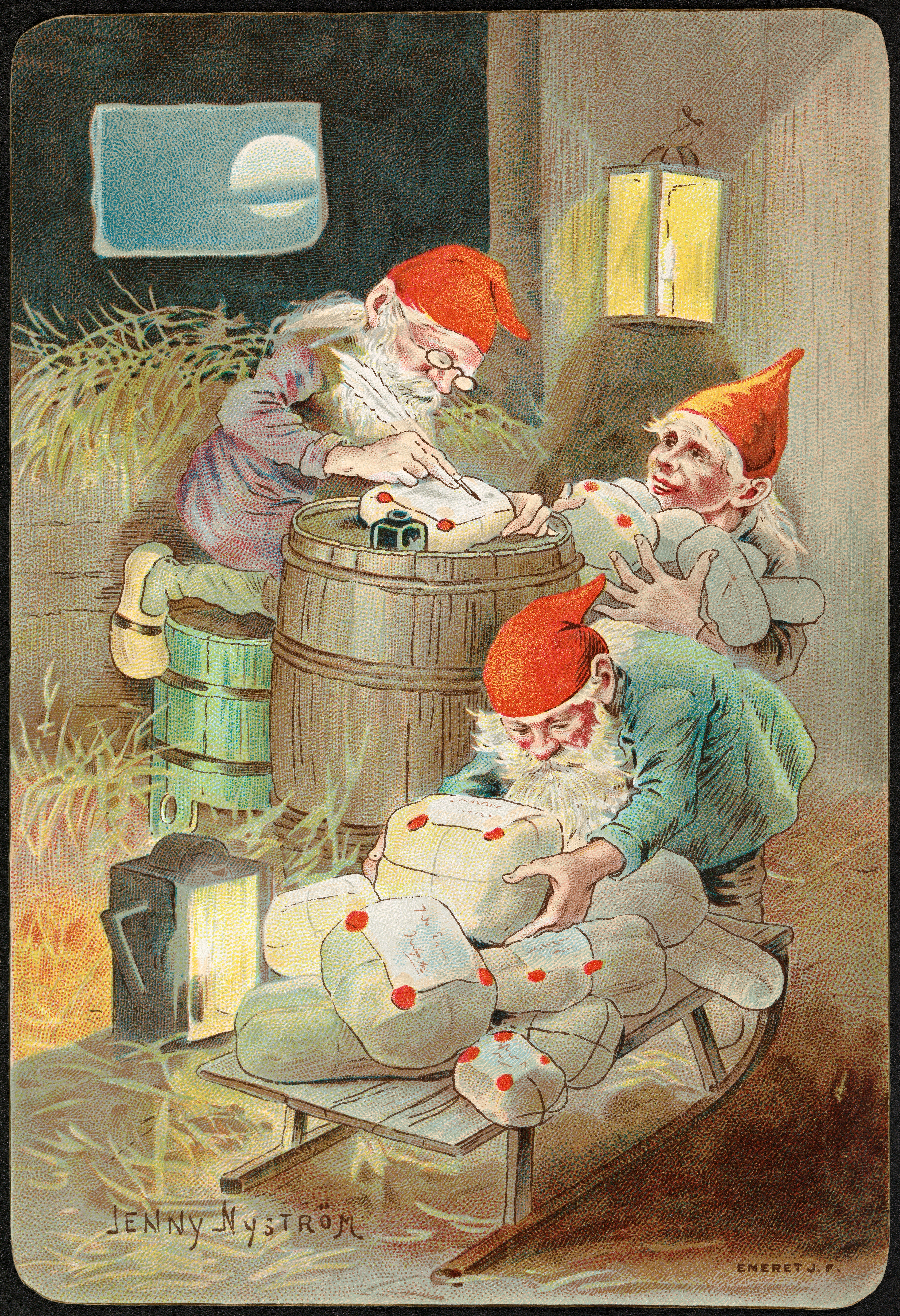
スウェーデンのクリスマスカード イェニー・ニュストレム画、1899年頃。

スウェーデンでもトムテの図像が、白ひげと赤帽のそれに定着していったのは、イェニー・ニュストレムが1881年描いたヴィクトル・リュードベリの詩『トムテ』（初出は《Ny Illustrerad Tidning》誌）の挿絵の功績だというのが通説である 。 ニュストレムはトムテの顔の特徴を自分の父親やラップランドの老人をモデルにして得たとされる。
民俗学者カール・ヴィルヘルム・フォン・シードゥ（1935年?）の考察では、トムテのイメージチェンジは、英文クリスマスカードに描かれる赤帽と白ひげのサンタクロース（ファーザークリスマス）が毛皮のコートを着た絵図と、混合や混同がおきたためであると結論付けている。画家のニュストレム本人は、自分のトムテはよその国のイメージを借用したものでは断じてない、と突っぱねていたとされる。ただ、ニュストレムのトムテ像は、それまでのスウェーデンやデンマークの絵画美術を土台に製作されたものであろうし、デンマークの先駆者である前出のH・C・レイの1850年代の作を模倣やヒントにした可能性は十分にあるとされ、 そちらから間接的に英米サンタの影響を受けていたとも考えられる。
ヘルマン・ホフベリ編のスウェーデン民話（1882年）にもニュストレム挿絵が掲載されるが、文中にトムテが「赤いとんがり帽子」（"spetsig röd mössa"）を被ると明記される。ニュストレムは1884年を最初に、クリスマスプレゼントを配るトムテたちを描き始めたと言われる。
商業主義的な影響を受けて、ノルウェーのユーレニッセも、アメリカ版サンタに似た太った図体のものが台頭してきたが、従来型の痩せ細ったユーレニッセも完全に消滅してはいない。デンマークのユーレマン（julemand）は、一家の父親が「つけひげ」の変装をして、灰色のコフテ（kofte）を着、 赤い帽子、黒ベルト、藁をつめた木靴という格好で現れるのだが、これは20世紀初頭頃の風習で、伝統の家のニッセとは色々な面で違いがある。

### ユールボック

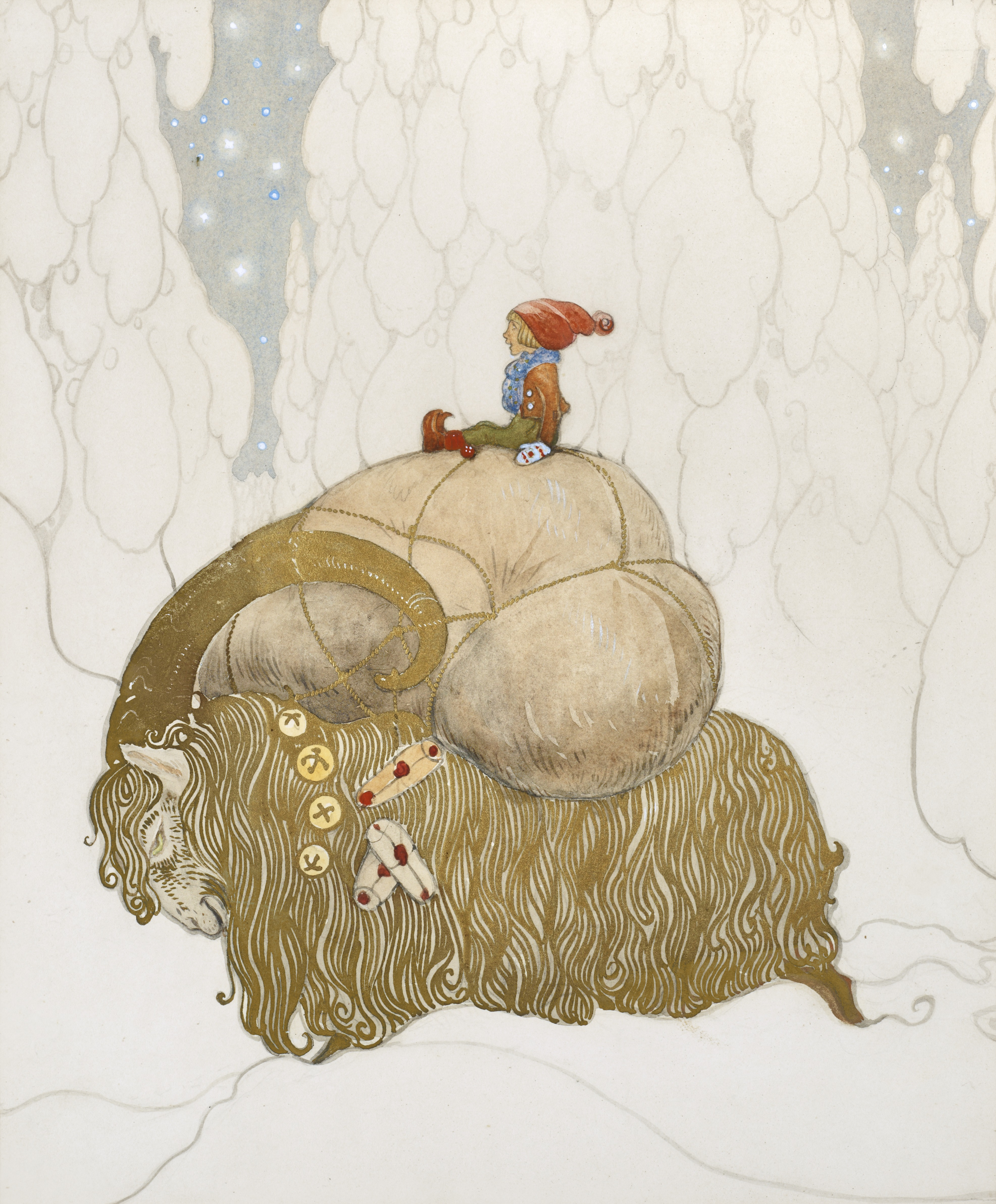
ユールボック ―ヨン・バウエル画 （1912年）

スウェーデンでは19世紀初頭から、クリスマス時期にユールボック（Julbock）というヤギが訪問する風習のユールボック行事がはじまり（なまはげ行事にも似るが）、クリスマスプレゼントの配達者の役割をはたすようになった。このクリスマスのヤギのほうが、じつはユールトムテよりも慣習化するのが早かった。このユールボックはヤギと言っても、小道具（藁人形など）か、人間に角やひげをつけ、狼の皮などもかぶせたものであったと証言されている。近代の「ユールトムテ」はすなわち、従来の家の精霊トムテとこのユールボックとサンタクロースの要素などが合体したものだと考察される。

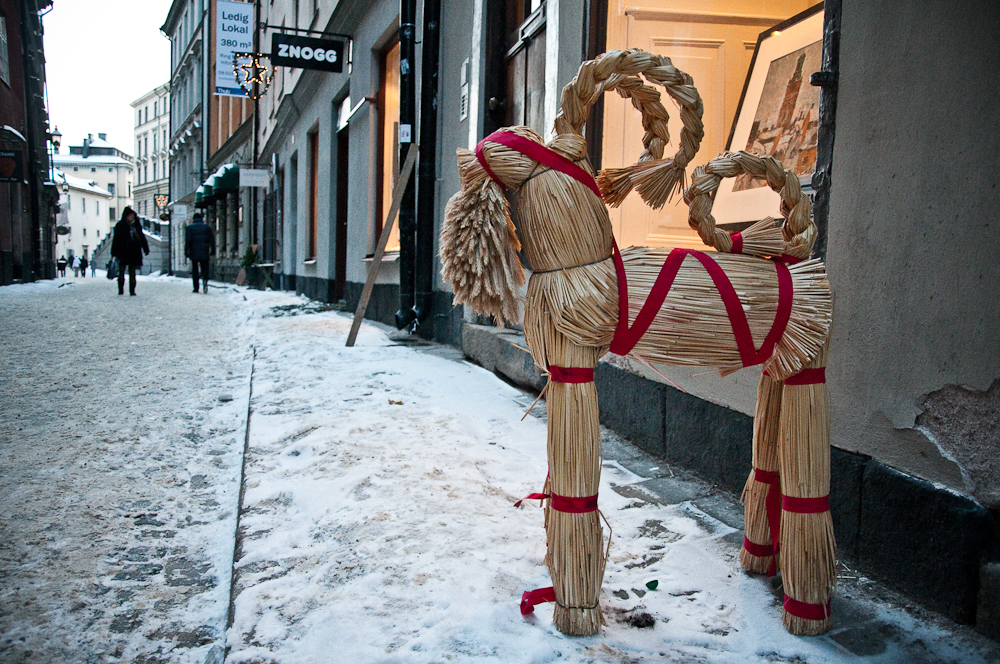
藁で作られたヤギ（ユールボック）

そしてより後年になると、スウェーデンではなまはげ的ユールボックがだんだんなくなり、ヤギはユールトムテがプレゼントを積み込んだ橇（そり）を引く動物に変わりばえさせられた（ § 現在参照）。また、ユールボックと、ゲルマン神話のトール神の戦車を引く二頭のヤギが引き合いに出す伝統クリスマス解説も多いという 。
他の動物としては、クリスマスカードにはユーレニッセと隣りあわせに猫（mis）を描くことが多いという考察がある)。スウェーデンのクリスマスカードでもユールトムテはヤギ引きの橇だけでなく、馬や猫と一緒に描かれる。また豚と一緒に描かれる作品も多い。

### 現在

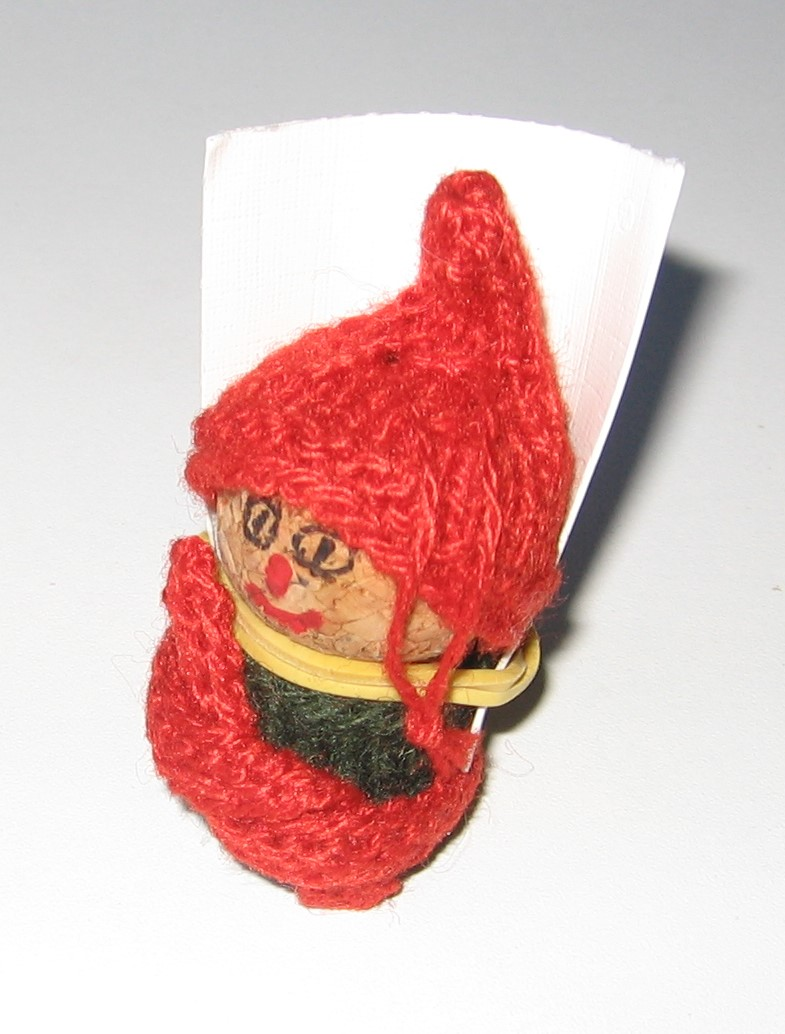
コルクと羊毛細工のトムテとクリスマス願い事（2023年）

現代スカンジナビアにおいては、一家の父親や親戚のおじさんが扮装したユールトムテ、ユーレニッセ（あるいはサンタクロース）が現れて子供たちのクリスマスプレゼントをもってくる。フィンランドでもスオミ版のファーザークリスマス（すなわちヨウルトントゥ）が玄関にあらわれて子供たちのプレゼントをおいていく。夕飯を終えた頃、子供たちが舞っていると、ユールトムテ、ユーレニッセがユールボックのヤギに引かれた橇に乗って（という架空設定、あるいは実演の演出で）やってきて、「ここに良い子はおるか？」と訊ね、プレゼントを配っていく、という段取りになっている。最近ではトナカイに引かせてしまう演出もあるかもしれないが、伝統に固執するならば、プレゼントを積んだ橇は一隊のヤギを繋いで牽引させるべきだとされる。
スカンジナビアのユールトムテやユーレニッセは、まだまだアメリカのサンタとは違いを残している。 ユーレトムテは夜の間に子供たちにプレゼントを配るが、こっそり配るのではなく、直に子供たちに渡す。ニッセは北極に棲まず、デンマークのユーレマン（ julemand）はグリーンランドに棲むという話が出回っており、フィンランドのサンタはヨウルプッキ（joulupukki）すなわち「クリスマスのヤギ」という名称で未だに通っている。ヨウルプッキはラップランド（ラッピ県）に棲むという。

## 創作文学やメディア翻案

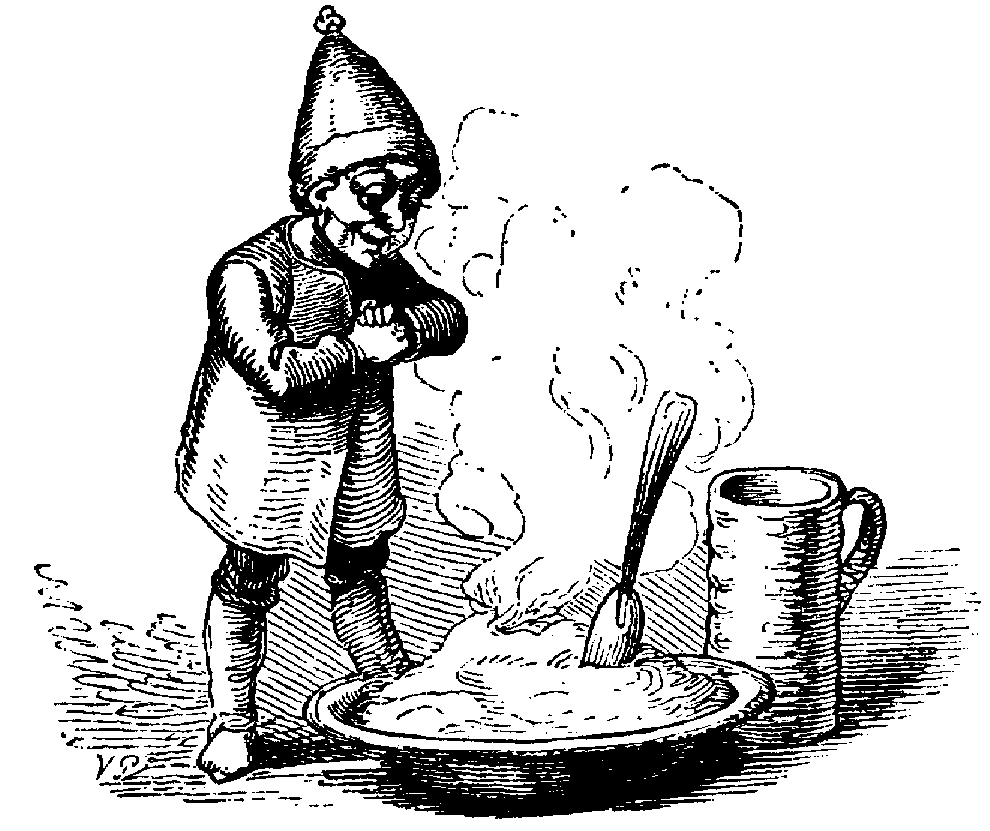
ユールの粥をもらうニッセ ―ヴィルヘルム・ペーダセン。アンデルセン編（1853年）「食料品屋の小人の妖精」挿絵

ハンス・クリスチャン・アンデルセンの創作のなかでは、上述したように「食料品屋の小人の妖精」、「ニッセと奥さん」、そして「オーレ・ルゲイエ」ら童話、および短編『旅の道連れ』にニッセが登場する。 
セルマ・ラーゲルレーヴの『ニルスのふしぎな旅（Nils Holgerssons underbara resa genom Sverige）』では、主人公の少年ニルスがトムテにいたずらをし、金貨を多くねだったため罰として自分がトムテにされてしまいガチョウに乗って冒険に出る。
ジャン・ブレット作の児童文学『Hedgie's Surprise』にトムテが登場。
2018年放送アニメ『ヒルダの冒険』に「トントゥー」という名前のニッセが登場。グラフィックのベル版あり。

## ガーデン・ノーム
ニッセやトムテの図像は、屋外の置物であるガーデン・ノーム似だと言われる。ちなみにガーデン・ノームはスウェーデン語で trädgårdstomte 、デンマーク語で havenisse、ノルウェー語で hagenisse という。